# Arthur Schliebs
Arthur Schliebs (* 25. Januar 1899 in Neumarkt; † 26. Januar 1952 in Dresden) war ein deutscher Politiker (SED). Er war von 1946 bis 1951 Abgeordneter des Sächsischen Landtags.

## Leben
Schliebs, Sohn einer Fabrikarbeiterin, erlernte den Beruf des Buchdruckers und nahm 1917/18 als Soldat am Ersten Weltkrieg teil. Er wurde 1919 Mitglied der USPD, ging Ende 1920 in die VKPD und war Leiter des KJVD-Unterbezirks Zwickau. Von Februar bis April 1924 war er inhaftiert. Nach seiner Freilassung arbeitete er als Bergarbeiter in Waldenburg in Schlesien. Im Jahr 1925 wurde er hauptamtlicher Redakteur der KPD-Zeitung „Der Kämpfer“ in Chemnitz. Von 1926 bis 1928 war er Kursant der Internationalen Lenin-Schule in Moskau. Anschließend war er Mitarbeiter in der Agitpropabteilung des ZK der KPD, dann bis 1931 Agitprop- bzw. Orgleiter der KPD-BL Halle-Merseburg. Nach einer Zeit als Redakteur der „Arbeiterstimme“ in Dresden, war er zur Jahreswende 1932/33 erneut Mitarbeiter im Apparat des ZK der KPD.
Nach Hitlers Machtergreifung war Schliebs von April bis Juli 1933 in Schutzhaft, wurde im Dezember 1933 wieder festgenommen und vom Volksgerichtshof am 7. Dezember 1935 wegen Vorbereitung eines hochverräterischen Unternehmens zu zweieinhalb Jahren Zuchthaus verurteilt. Nach seiner Entlassung im Juni 1936 war er arbeitslos. Im Jahr 1938 fand er Arbeit als Vertreter für Singer-Nähmaschinen. Im August 1944 wurde er erneut verhaftet und in das KZ Neuengamme verbracht.
Nach seiner Befreiung ging er wieder nach Sachsen in die Sowjetische Besatzungszone. Von Juni 1945 bis April 1946 war er Mitglied des Sekretariats der KPD-Landesleitung Sachsen und von April 1946 bis November 1951 Sekretär für Werbung und Schulung des SED-Landesvorstandes Sachsen. Er wurde 1946 Mitglied des  Sächsischen Landtags und war Mitglied des Ältestenrates, des Ständigen Ausschusses und des Ausschusses für Jugend und Volksbildung. Während der 2. Wahlperiode war er von November 1950 bis März 1951 Vorsitzender der SED-Fraktion. Am 21. Mai 1951 legte er sein Mandat nieder. Im Oktober 1949 wurde er zum Mitglied der Provisorischen Länderkammer der DDR gewählt, der er bis November 1950 angehörte.
Im April 1951 erhielt Schliebs von der Zentralen Parteikontrollkommission (ZPKK) zunächst eine strenge Rüge und durfte nicht länger Kaderarbeit machen und in Sachsen beschäftigt werden, da er „geschäftliche Verbindungen zu Feinden der Partei und des Staates“ unterhalten hatte. Da er diesen Beschluss ignorierte und die ihm angebotene Tätigkeit als Redakteur im Amt für Information in Thüringen ablehnte, wurde er am 24. Oktober 1951 durch die Landesparteikontrollkommission (LPKK) Sachsen aus der SED ausgeschlossen. Sein Einspruch gegen diesen Beschluss wurde  am 7. Dezember 1951 durch die ZPKK abgelehnt. Bald darauf starb Schliebs – einen Tag nach seinem 53. Geburtstag.